# Tibete
O Tibete (em tibetano: བོད་; Wylie: bod, AFI: [pʰø̀ʔ]; 西藏; pinyin: Xī Zàng) é uma região de planalto da Ásia, um território disputado situado ao norte da cordilheira dos Himalaias, habitado pelos tibetanos e outros grupos étnicos como os monpas e os lhobas, além de grandes minorias de chineses han e hui. O Tibete é a região mais alta do mundo, com uma altitude média de 4 900 metros de altitude, e por vezes recebe a designação de "o teto do mundo" ou "o telhado do mundo".
A UNESCO e a Encyclopædia Britannica consideram o Tibete como parte da Ásia Central, enquanto outras organizações a veem como parte do Sul Asiático.
Durante a sua história, o Tibete existiu como uma região composta por diversas áreas soberanas, como uma única entidade independente e como um Estado vassalo, sob suserania ou soberania chinesa. Foi unificado pela primeira vez pelo rei Songtsän Gampo, no século VII. Por diversas vezes, da década de 1640 até a de 1950, um governo nominalmente encabeçado pelos Dalai Lamas (uma linhagem de líderes políticos espirituais tidos como emanações de Avalokiteśvara — Chenrezig, Wylie: [spyan ras gzigs] em tibetano — o bodisatva da compaixão) dominou sobre uma grande parte da região tibetana. Durante boa parte deste período a administração tibetana também esteve subordinada ao império chinês da Dinastia Qing.
Em 1913, o 13.º Dalai Lama expulsou os representantes e tropas chinesas do território formado atualmente pela Região Autónoma do Tibete. Embora a expulsão tenha sido vista como uma afirmação da autonomia tibetana, esta independência proclamada do Tibete não foi aceita pelo governo da China nem recebeu reconhecimento diplomático internacional e, em 1945, a soberania da China sobre o Tibete não foi questionada pela Organização das Nações Unidas.
Após uma invasão contundente e uma batalha feroz em Chamdo, em 1950, o Partido Comunista da China assumiu o controle da região de Kham, a oeste do alto rio Yangtzé; no ano seguinte o 14.º Dalai Lama e seu governo assinaram o Acordo de Dezessete Pontos. Em 1959, juntamente com um grupo de líderes tibetanos e de seus seguidores, o Dalai Lama fugiu para a Índia, onde instalou o Governo do Tibete no Exílio em Dharamsala. Pequim e este governo no exílio discordam a respeito de quando o Tibete teria passado a fazer parte da China, e se a incorporação do território à China é legítima de acordo com o direito internacional. Ainda existe muito debate acerca do que exatamente constitui o território do Tibete (ver mapa à direita), e de qual seria sua exata área e população.

## Nomes

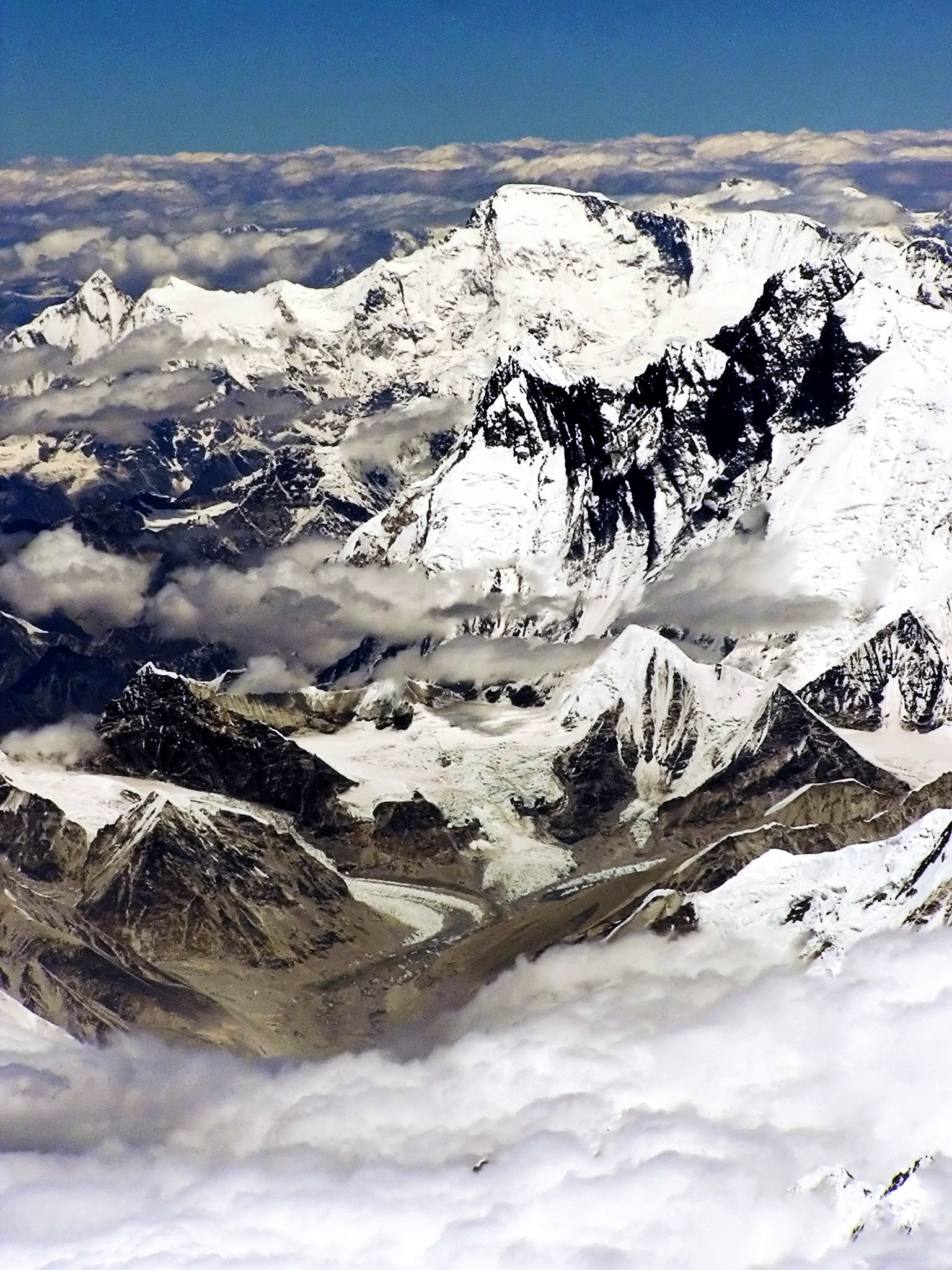
A cordilheira do Himalaia, ao sul do planalto Tibetano

Os nomes e definições referentes ao Tibete estão carregados de simbolismo linguístico e político.
O endônimo (ou 'autônimo') moderno no tibetano padrão Bod (བོད་) significa "Tibete" ou "Planalto Tibetano", embora originalmente se referisse apenas à região central de "Ü-Tsang". A pronúncia padrão de Bod, AFI: [pʰø̀ʔ], costuma ser transliterada como Bhö ou Phö. Alguns acadêmicos acreditam que a primeira referência escrita a Bod estaria no antigo povo dos "Bautai", registrado no Périplo do Mar Eritreu (século I) e na Geographia, de Ptolomeu (século II).
A palavra ocidental "Tibete" (Tibet ou Thibet) é um termo de origem turca ou árabe para a região; do turco, seria originada de Tübat; provavelmente seria derivado do árabe Tibat ou Tobatt (طيبة، توبات), embora não exista consenso acerca da sua etimologia exata; a maior parte das fontes propõe que viria do tibetano Stod-bod (pronunciado tö-bhöt), "Alto Tibete", enquanto outros sugerem que viria do turcomano Töbäd, "As Alturas" (plural de töbän), e alguns poucos favorecem a tese de uma origem no chinês Tǔbō ou Tǔfān.
Porém os primeiros nomes utilizados para o Tibete em português foram "Potente" ou "Botente", a partir dos escritos do jesuíta António de Andrade, o primeiro europeu a visitar o Tibete, e de outros missionários. Assim, na antiga nomenclatura portuguesa referia-se ao "reino do Potente", o que derivava da etimologia hindi, que chama a região de Bhotanta, diretamente oriundo do endônimo tibetano. A partir desse uso inicial em português, diversos tradutores europeus em outros idiomas traduziram o nome da região também como "le Puissant" (em francês), "the Powerfull" (em inglês) e "das Mächtige" (em alemão), com um duplo sentido de "poderoso" que evocava as intenções missionárias religiosas e lendas do Preste João. O Tibete também foi associado e referido com o nome lendária terra perdida de Catai, em uma onda de traduções a diversos idiomas na Europa que surgiu a partir da divulgação dos relatos missionários em Lisboa, em 1627.
Os dois exônimos para o Tibete no mandarim padrão são os clássicos Tǔbō (土蕃) ou Tǔfān (吐蕃) e o moderno Xīzàng (西藏), que designa especificamente a Região Autônoma do Tibete. Tubo ou Tufan, antigos nomes para o Tibete, foram primeiro transliterados para o chinês como 土番 no século VII (Li Tai) e como 吐蕃 no século X (Livro de Tang, que descreveu a chegada de 608–609 emissários do rei tibetano Namri Songtsen ao Imperador Yang de Sui). No chinês médio, falado naquele período, a pronúncia de Tǔbō ou Tǔfān foi reconstruída (por Bernhard Karlgren) como T'uopuâ e T'uop'i̭wɐn, respectivamente. Xizang (西藏) foi um termo cunhado durante o período da dinastia Qing, do Imperador Jiaqing (r. 1796–1820). A República Popular da China considera equivalentes os termos Xīzàng e Xīzàng Zìzhìqū (西藏自治区, "Região Autônoma do Tibete").

## Língua tibetana

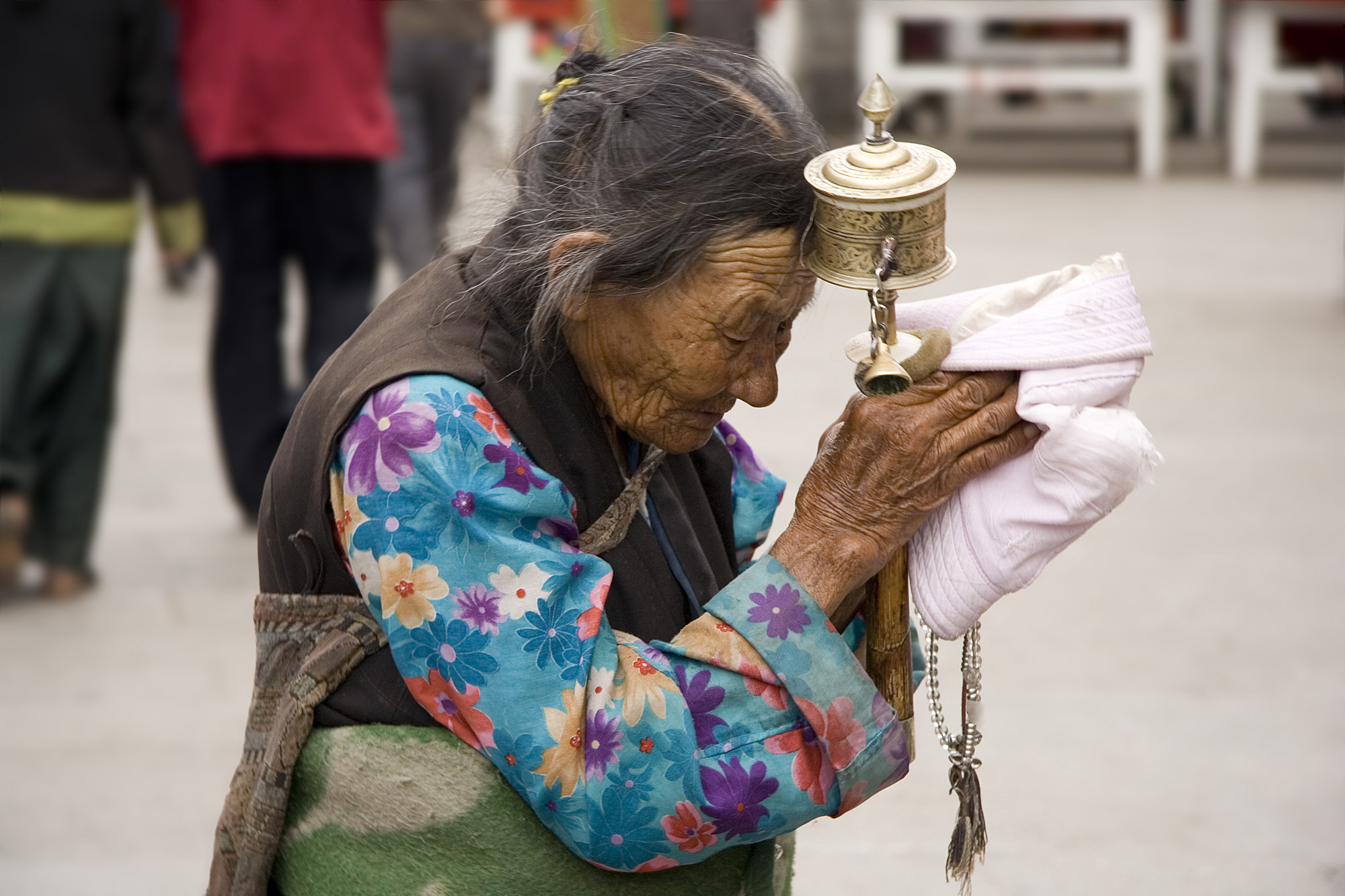
Mulher tibetana em Lhassa

A língua tibetana é falada em todo o vasto planalto tibetano, no Butão, em partes do Nepal e no norte da Índia (como em Sikkim). É, normalmente, classificada como uma língua tibeto-birmanesa, da família das línguas sino-tibetanas. A língua tibetana inclui numerosos dialetos regionais, que, em geral, são inteligíveis entre si.
A diferenciação entre o tibetano e outras línguas himalaias são, muitas vezes, indefinidas. Em geral, os dialetos da parte central do Tibete, como o lassa, o kham, o amdo e outras áreas próximas, são considerados dialetos tibetanos, enquanto outras, como o dzonga, o siquimês, a língua sherpa e a língua ladakhi são consideradas separadas por razões políticas. Tendo em vista esse entendimento dos dialetos e formas do tibetano, o tibetano padrão é falado por cerca de 6 000 000 de pessoas no planalto tibetano, bem como por mais de 150 000 falantes em exílio na Índia e em outros países.
A língua tibetana possui sua própria escrita, que deriva da escrita devanágari.

## História
A história do Tibete teve início há cerca de 2 100 anos.
Acredita-se que a colonização humana do planalto tibetano de alta altitude tenha sido confinada às últimas centenas de anos do Holoceno. Uma investigação do sítio arqueológico de Nwya Devu no Tibete central, 4 600 m acima do nível do mar, com ocupação paleolítica de 40–30 000 anos atrás.
Em 127 a.C., uma dinastia militar fixou-se no vale de Yarlung e passou a comandar a região, perdurando-se esta situação por oito séculos. Por centenas de anos "belicistas" o Tibete investiu sobre terras vizinhas.
Este comportamento mudou em 617, quando o imperador Songtsen Gampo — 33º rei do Tibete — começou a transformar a civilização feudo-militar em um império mais pacífico. Seu reinado durou até 701, e seu legado foi imenso: criou o alfabeto tibetano; escreveu e estabeleceu o sistema legal tibetano (baseado no princípio moral segundo o qual é valorizada a proteção do meio-ambiente e da natureza); favoreceu o livre exercício religioso do budismo, e; construiu vários templos (dentre eles destacam-se o Jokhang e o Ramoche).
Seus sucessores continuaram a transformação cultural, custeando traduções e criando instituições. O próximo rei do Tibete foi Tride Tsukden (704–754), o qual deixou seu filho como sucessor, o rei Trisong Detsen.
A partir do século VII a região tornou-se o centro do lamaísmo, religião baseada no budismo, transformando o país num poderoso reinado. Antigo objeto de cobiça dos chineses, no século XVII o Tibete é declarado incluído no território soberano da China. A partir daí seguem-se dois séculos de luta do Tibete por independência, conquistada — temporariamente — em 1912.
Em 1950, o regime comunista da China ordenou a invasão da região, que foi anexada como província. A oposição tibetana foi derrotada numa revolta armada em 1959 (ver: Protestos e dissidência na China). Como consequência, o 14° Dalai Lama, Tenzin Gyatso, líder espiritual e político tibetano, retirou-se para o norte da Índia, onde instalou em Dharamsala um governo de exílio.

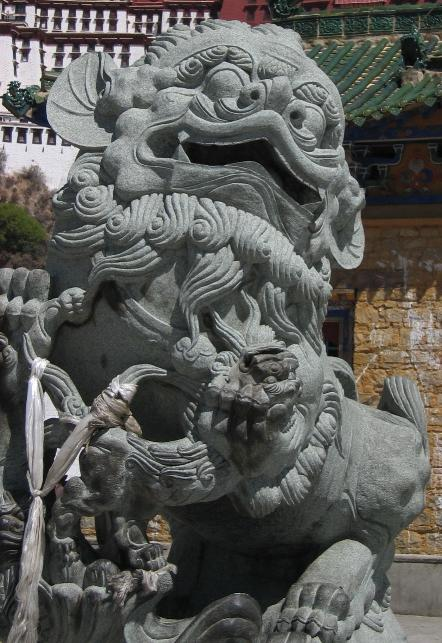
Escultura do "Leão das Neves" guarda a entrada do Palácio Potala no Tibete

Em setembro de 1965, contra a vontade popular de seus habitantes, o país torna-se região autônoma da China. Entre 1987 e 1989, tropas comunistas reprimiram com violência qualquer manifestação contrária à sua presença. Há denúncias de violação dos direitos humanos pelos chineses, resultantes de uma política de etnocídio (genocídio cultural — ver: Sinização do Tibete).
Em agosto de 1993 iniciaram-se conversações entre representantes do Dalai Lama, laureado com o prêmio Nobel da Paz em 1989, e os chineses, mas mostram-se infrutíferas. Em maio de 1995, foi anunciado pelo Dalai Lama o novo Panchen Lama, Choekyi Nyima, de 6 anos, o segundo na hierarquia religiosa do país. O governo de Pequim reagiu e afirmou ter reconhecido Gyaincain Norbu, também de 6 anos, filho de um membro do Partido Comunista da China, como a verdadeira encarnação da alma do Panchen Lama.
Ugyen Tranley, o Karmapa Lama, terceiro mais importante líder budista tibetano, reconhecido tanto pelo governo da China como pelos tibetanos seguidores do Dalai Lama, fugiu do país em dezembro de 1999 e pede asilo à Índia. A China tentou negociar seu retorno, mas Tranley, de catorze anos, critica a ocupação chinesa no Tibete.
A causa da independência do Tibete ganhou força perante a opinião pública ocidental após o massacre de manifestantes pelo exército chinês na praça da Paz Celestial e a concessão do Prêmio Nobel da Paz a Tenzin Gyatso, ambos em 1989. O Dalai Lama passou a ser recebido por chefes de Estado, o que provocou protestos entre os chineses. No início de 1999, o governo chinês lançou uma campanha de difusão do ateísmo no Tibete. A fuga do Karmapa Lama causou embaraço à China.
O Tibete é, ainda hoje, considerado pela China como uma região autônoma chinesa (Xizang).

## Política
A "Administração Central Tibetana" (ACT), oficialmente a "Administração Central Tibetana de Sua Santidade o Dalai Lama", é um governo em exílio encabeçado por Tenzin Gyatso, o décimo-quarto Dalai Lama, que reclama ser o governo legítimo por direito do Tibete. É comum ser chamado de Governo Tibetano no Exílio.

## Geografia

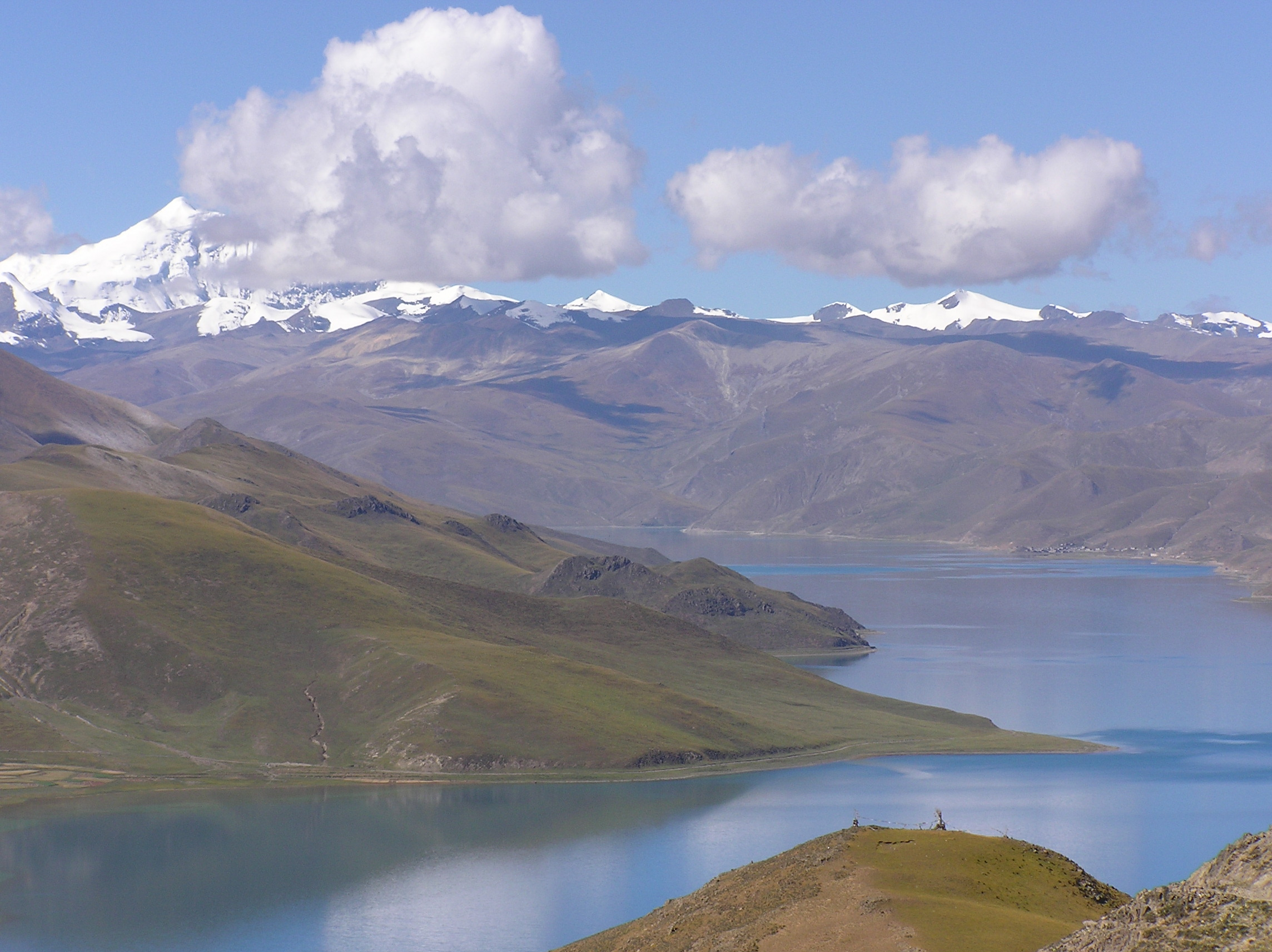
Lago Yamdrok tso

O Tibete está localizado no Planalto Tibetano, a região mais alta do mundo. A maior parte da cadeia de montanha do Himalaia encontra-se no Tibete. Seu pico mais conhecido, o monte Evereste, se encontra na fronteira entre Nepal e Tibete. A altitude média é de cerca de 3 000 m no sul e 4 500 m no norte.
A atmosfera é severamente seca por nove meses do ano e o índice de queda de neve é extremamente baixo devido às massas de ar seco que chegam na região.

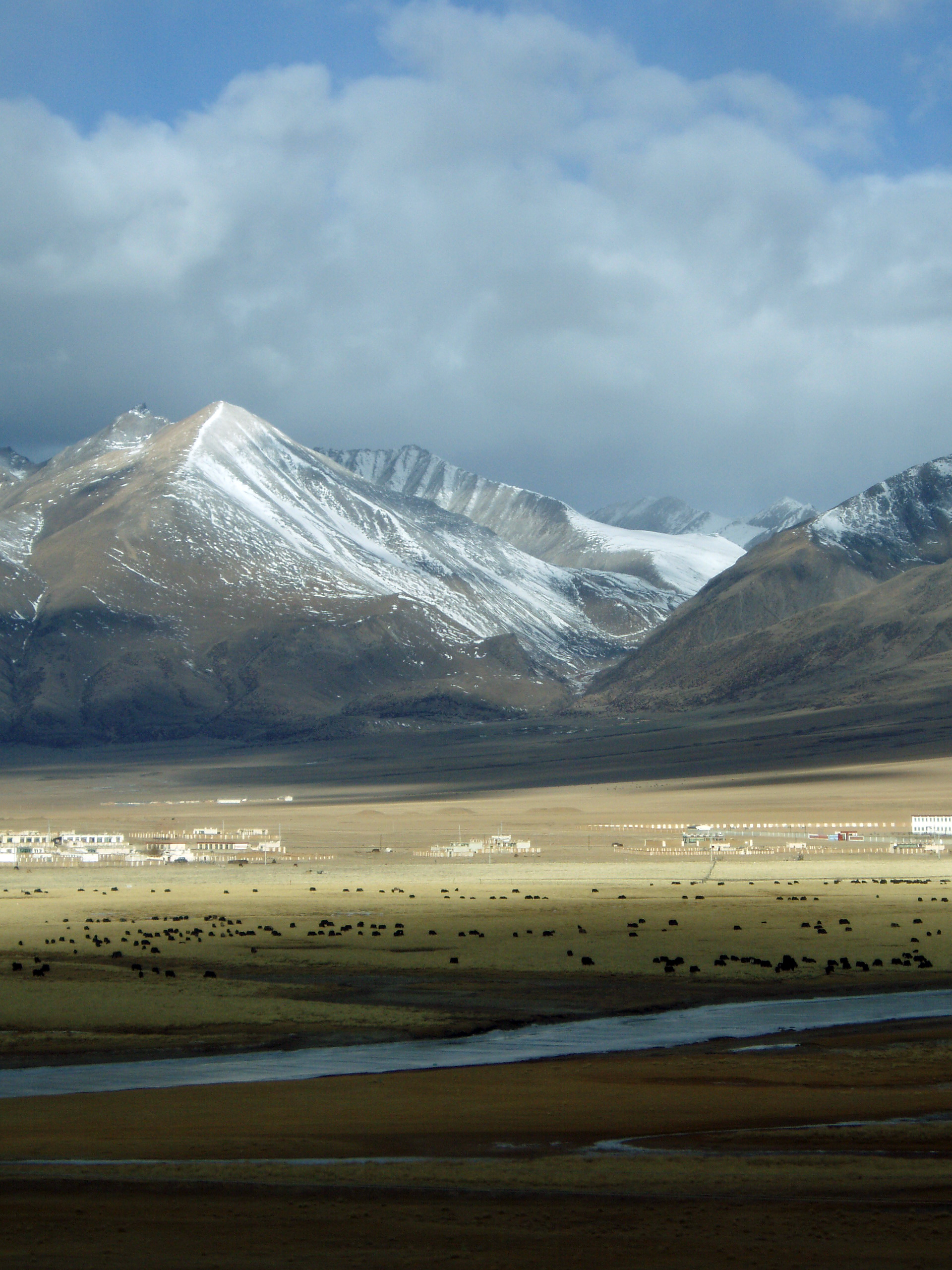
Montanhas nevadas no Tibete

O Tibete histórico consiste em diversas regiões:
- Amdo (A mdo) no nordeste, anexado pela China às províncias de Qinghai, Gansu e Sichuan;
- Kham (Khams) no leste, divisa entre Sichuan, norte de Yunnan e Qinghai;
  - Kham ocidental, parte da Região Autônoma do Tibete;
- Ü-Tsang (dBus gTsang) (Ü no centro, Tsang no centro-oeste, e Ngari (mNga' ris) no extremo oeste), parte da Região Autônoma do Tibete.

A influência cultural tibetana estende-se até países vizinhos como Butão, Nepal, regiões adjacentes da Índia como Sikkim e Ladakh e províncias adjacentes da China onde o budismo tibetano é a religião predominante.
Na fronteira com a Índia, a região popularmente chamada entre os chineses como "Sul tibetano" é reivindicada pela República Popular da China e administrada pela Índia através do estado de Arunachal Pradesh.
Diversos rios têm suas nascentes no Planalto Tibetano, principalmente na atual província de Qinghai, incluindo:
- Rio Yangtze
- Rio Amarelo
- Rio Indo
- Rio Mekong
- Rio Bramaputra — o principal rio que passa pelo Tibete, chamado em tibetano de Yarlung Tsangpo
- Rio Ganges
- Rio Salween

O Indo e o Brahmaputra se originam num lago no leste do Tibete, Tso Mapham, próximo ao monte Kailash. A montanha é um destino sagrado tanto para hindus quanto para tibetanos. Os hindus consideram a montanha o lar do deus Xiva. O nome tibetano para o Monte Kailash é Khang Rinpoche.

## Economia
Em 2006, o Produto Interno Bruto (PIB) foi previsto para atingir 29 bilhões * de yuans, contra menos de 12 bilhões de yuans em 2000.
A rápida expansão da economia tibetana resulta do investimento, consumo e comércio exterior. Em 2006, o valor do investimento nos ativos fixos do Tibet superou 23 bilhões de RMB. O consumo aumentou mais nos setores turístico, automobilístico, habitação e lazer. Além disso, a abertura ao tráfego da ferrovia Qinghai-Tibet e do aeroporto também contribuíram para o crescimento de comércio exterior do Tibet.
Com o mais alto nível de despesa pública per capita na China, a Região Autónoma do Tibete, embora ainda pobre, está a experimentar um rápido desenvolvimento económico (crescimento de 10% em 2018), permitindo a expansão da classe média. Pequim pretende promover o desenvolvimento económico através do turismo e da exploração mineira, e depois construir uma teia de infraestruturas para chegar ao Nepal e à Índia como parte das Novas Estradas da Seda, e melhorar a integração da população. Apesar de uma política de discriminação positiva no emprego público urbano, os tibetanos estão ainda sub-representados. Assim, embora a região seja oficialmente definida como "autónoma", a grande maioria dos altos funcionários são Hans (o grupo étnico maioritário na China) e os projectos são na sua maioria decididos por Pequim. Em 2018, trinta e quatro milhões de turistas (+31,5% em comparação com 2017), na sua maioria chineses, visitaram o Tibete.
A esperança de vida dos habitantes do Tibete aumentou de 35,5 anos em 1951 para 71,1 anos em 2019.

## Cultura

### Arte
A arte tibetana é primeiramente e fundamentalmente uma forma de arte sacra, refletindo a forte influência do Budismo tibetano nessas culturas.

### Música
A música do Tibete reflete o património cultural da região Trans-Himalaiana, centrada no Tibete, mas também popularizada onde os grupos étnicos do Tibete são encontrados, como na Índia, Butão, Nepal e outros países. A música tibetana é principalmente religiosa, refletindo a profunda influência do budismo tibetano sobre a cultura do país.
Uma das tradições musicais no Tibete existe desde o século XII, é a tradição Lama Mani que narra parábolas budistas. Através de contadores de história, que viajavam de vilarejo em vilarejo, os ensinamentos budistas eram escutados e visualizados junto com pinturas. Num país que não há jornais ou outros meios de comunicação essa forma de expressão musical possibilita levar a informação para as massas populares.
A música tibetana está sempre presente nas cerimonias budistas. Esses rituais de oração utilizam de instrumentos como sinos, pratos, dungchen, címbalos, tambores e a entoação de mantras e textos sagrados, que são recitados de forma ressonante e com sons graves.